# Nesle-et-Massoult
Nesle-et-Massoult este o comună în departamentul Côte-d'Or, Franța. În 2009 avea o populație de 83 de locuitori.

## Evoluția populației
| An        | 1975 | 1982 | 1990 | 1999 | 2006 | 2009 |
| --------- | ---- | ---- | ---- | ---- | ---- | ---- |
| Populație | 99   | 80   | 92   | 101  | 89   | 83   |